# 224962 Michaelgrünewald
224962 Michaelgrünewald è un asteroide della fascia principale. Scoperto nel 2007, presenta un'orbita caratterizzata da un semiasse maggiore pari a 2,4657592 UA e da un'eccentricità di 0,0618488, inclinata di 9,45457° rispetto all'eclittica.